# Гран-Пахатен

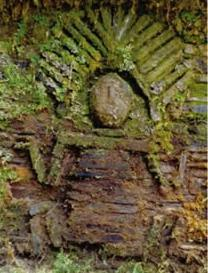
Рельєф у Гран-Пахатен

Гран-Пахатен — стародавнє андське місто часів держави Чачапоя, згодом імперії інків. Існувало близько з III ст. н. е. Зникло в період іспанського загарбання. Було виявлено у 1964 році Карлосом Томасом Торреальвою Хуаресом, головою району Патац. Найбільш ґрунтовні дослідження тут провів у 1965 році американський археолог-аматор Дуглас Юджин Савой (відомий як Джин Савой). Саме останній надав цьому залишеному місту назву Гран-Пахатен. Є важливою археологічною пам'яткою Перу.

## Географія
Розташоване на межі між департаментами Ла-Лібертад і Сан-Мартін, між річками Мараньон і Уальяга на висоті 2850 м над рівнем моря, на відстані 400 км від міста Трухільйо. Його включено до складу національного парку «Національний парк Ріо-Абісео», заснованого в 1983 року. У 1990 році парку присвоєно статус об'єкта Всесвітньої спадщини природного походження, а у 1992 році — Культурного пам'ятника.

## Історія
Поселення на цьому місті існувало 1500 років тому. За часів держави Чачапоя постає як важливе адміністративне, за іншими відомостями — торговельне місто. Після підкорення останніх наприкінці XV ст. інками, Гран-Пахатен зберегло свій статус. Тут інки також вели активне будівництво. Натепер збереглися будівлі саме часів інкської доби. Дотепер тривають суперечки між археологами відносно того куди і чому зникли жителі Гран-Пахатена.
На думку низки дослідників, інки тут створили важливий центр свої колонізації. Особливу увагу при цьому приділялося землеробству та кераміки, про що свідчать знайдені численні тераси та залишки посуду.

## Опис
Гран-Пахатен розташований на вершині пагорба і складається з серії 26 круглих кам'яних споруд на численних хвилястих вулицях, терасах і сходах. Руїни займають загальну площу близько 20 тис. м². Усі будівлі звернені на північний захід, чому сприяє саме місце — плато у формі напівмісяця.
У часи розквіту над містом височіли вежі зі сланцю діаметром від 2 до 15 м, в яких розміщувалися усипальниці багатих містян. Як прикраси були рельєфи з геометричних фігур. Нині верхня частина міста збереглася гірше за нижню.
Нижче на гірських схилах стояли 16 круглих багатоповерхових будівель зі сланцю і дерева розміром 4×14 м. Будівлі прикрашала різьблення по каменю, що зображає птахів, тварин і людей в головних уборах з пір'я. Зображення людей відповідає архітектурі Чачапоя. Деякі карнизи були прикрашені дерев'яним різьбленням, яка чудово збереглася, незважаючи на вологий тропічний клімат. Архітектура Гран-Пахатена демонструє глибоке знання давнім андським будівельниками техніки і кам'яного мистецтва.
На початку 1980-х років експедиція під керівництвом археолога Федеріко Кауфман Дойга знайшла неподалік від основного комплексу Гран-Пахатена групи вирізаних дерев'яних статуеток доіспанського походження, які висіли на стінах кам'яної будівлі.

## Сучасність
З метою захисту руїн та екології туристи не мають права відвідувати Гран-Пахатен без дозволу Міністерства сільського господарства Перу та Національного інституту культури.
Центральний резервний банк Перу 23 листопада 2011 випустив сьому побутово-пам'ятну монету «Гран-Пахатен» із серії «Скарби і гордість Перу». Вартість — 1 новий соль. Тираж — 10 млн шт.
У 2013 році прийнято закон щодо 2013, перуанське уряд затвердив закон, що оголошує національний інтерес для вивчення, збереження та сталого розвитку туризму в історичному місці Гран-Пахатен. У 2014 році археологічний комплекс Гран-Пахатен внесено до Всесвітнього фонду пам'ятників (WMF).